# Kiss
|  | Per a altres significats, vegeu «Kiss (desambiguació)». |

Kiss és un grup estatunidenc de hard rock fundada el 1973 a Nova York. Es va caracteritzar per l'ús de quantitats industrials de maquillatge al més pur estil de terror o típica història de còmic i la seva posada en escena extravagant. Mentre altres artistes com Alice Cooper i David Bowie representaven el rock d'una manera teatral, KISS van anar fins i tot més lluny al vessant de circ i autoparòdic del rock. Llurs concerts vius eren un espectacle destacat, se'ls veia escopint sang, les guitarres fumejaven, i a això s'afegien diverses pirotècnies. Kiss ha obtingut 45 àlbums d'or fins al dia d'avui. Les vendes mundials del grup sobrepassen els 100 milions d'àlbums.
El grup original era format per Gene Simmons (baix i veu), Paul Stanley (guitarra rítmica i veu), Ace Frehley (guitarra principal i veu) i Peter Criss (bateria i veu). Amb la seva composició i vestits, ells van assumir els personatges del Dimoni (Simmons), el Noi Dels Estels (Stanley), l'As Espacial (Frehley), i el Gat (Criss). A causa dels problemes d'abús de drogues i parers divergents amb els líders, Criss, va abandonar Kiss el 1980 i Frehley era fora del grup el 1982. Les vendes comercials de la banda també havien minvat considerablement en aquell moment.
El 1983, Kiss va abandonar la seva composició i va gaudir d'un ressorgiment comercial al llarg de la resta de la dècada. Mantenint-se a la superfície per una ona de nostàlgia cap a Kiss en els anys noranta, la banda va anunciar una reunió de la formació original (amb la composició) el 1996. Kiss, ressaltant la Gira d'Alive/Worldwide era l'acte cim-acumulant de 1996. Criss, abandonà la banda el gener de 2001 i Ace Frehley el març d'un any després. Aquell mateix any, Peter Criss torna a la banda, per gravar Kiss Symphony: Alive IV i l'abandona novament el 2004. S'han reemplaçat per Eric Singer i Tommy Thayer, respectivament mentre Stanley i Simmons han romàs els únics dos membres constants de la banda.

## Discografia

### Àlbums d'estudi
- KISS (1974)
- Hotter Than Hell (1974)
- Dressed to Kill (1975)
- Destroyer (1976)
- Rock and Roll Over (1976)
- Love Gun (1977)
- Dynasty (1979)
- Unmasked (1980)
- Music from "The Elder" (1981)
- Creatures of the Night (1982)
- Lick It Up (1983)
- Animalize (1984)
- Asylum (1985)
- Crazy Nights (1987)
- Hot in the Shade (1989)
- Revenge (1992)
- Carnival of Souls: The Final Sessions (1997)
- Psycho Circus (1998)
- Sonic Boom (2009)
- Monster (2012)

### Àlbums en directe
- Alive! (1975)
- Alive II (1977)
- Alive III (1993)
- MTV Unplugged (1996)
- You Wanted the Best, You Got the Best!! (1996)
- KISS Symphony: Alive IV (2003)
- KISS Alive! 1975-2000 (2006)
- KISS In Concert (2008)
- Authorized Bootleg- Nashville Municipal Auditorium 1998 (2009)

### Àlbums recopilatoris
- The Originals (1976)
- The Originals II (1978)
- Double Platinum (1978)
- Best of Solo Albums (1979)
- The Best Of Kiss (1980)
- Killers (1982)
- Hotter Than Metal (1982)
- KISS The Singles (1985)
- Chikara (1988)
- Smashes, Thrashes & Hits (1988)
- Greatest Kiss (1997)
- The Originals 1974-1979 (1998)
- The Box Set (2001)
- The Very Best of Kiss (2002)
- The Best Of Kiss: The Millennium Collection (2003)
- The Best Of Kiss: The Millennium Collection, Vol. 2 (2004)
- Gold (2005)
- KISS Chronicles (2005)
- The Best Of Kiss: The Millennium Collection, Vol. 3 (2006)
- The Best Of Kiss (2008)
- Playlist Plus (2008)
- Unmasked Box Set (2008)
- Playlist Your Way (2008)
- Destroyer Box Set (2008)
- Jigoku-Retsuden – New Recordings Best (2008)
- Ikons (2008)
- Best Of Superstar Series - Kiss (2009)
- Legends of Rock - Kiss (2009)